# Естериля
Естерилята (на испански: esterilla) е музикален перкусионен инструмент от групата на дървените идиофони. Считана е за национален инструмент на Колумбия.
Състои се от памучен шнур, на който са нанизани дървени пръчици. Звукът се извлича чрез триене, разклащане или удряне една в друга на пръчиците.